# Schwarzweiße Grasbüscheleule

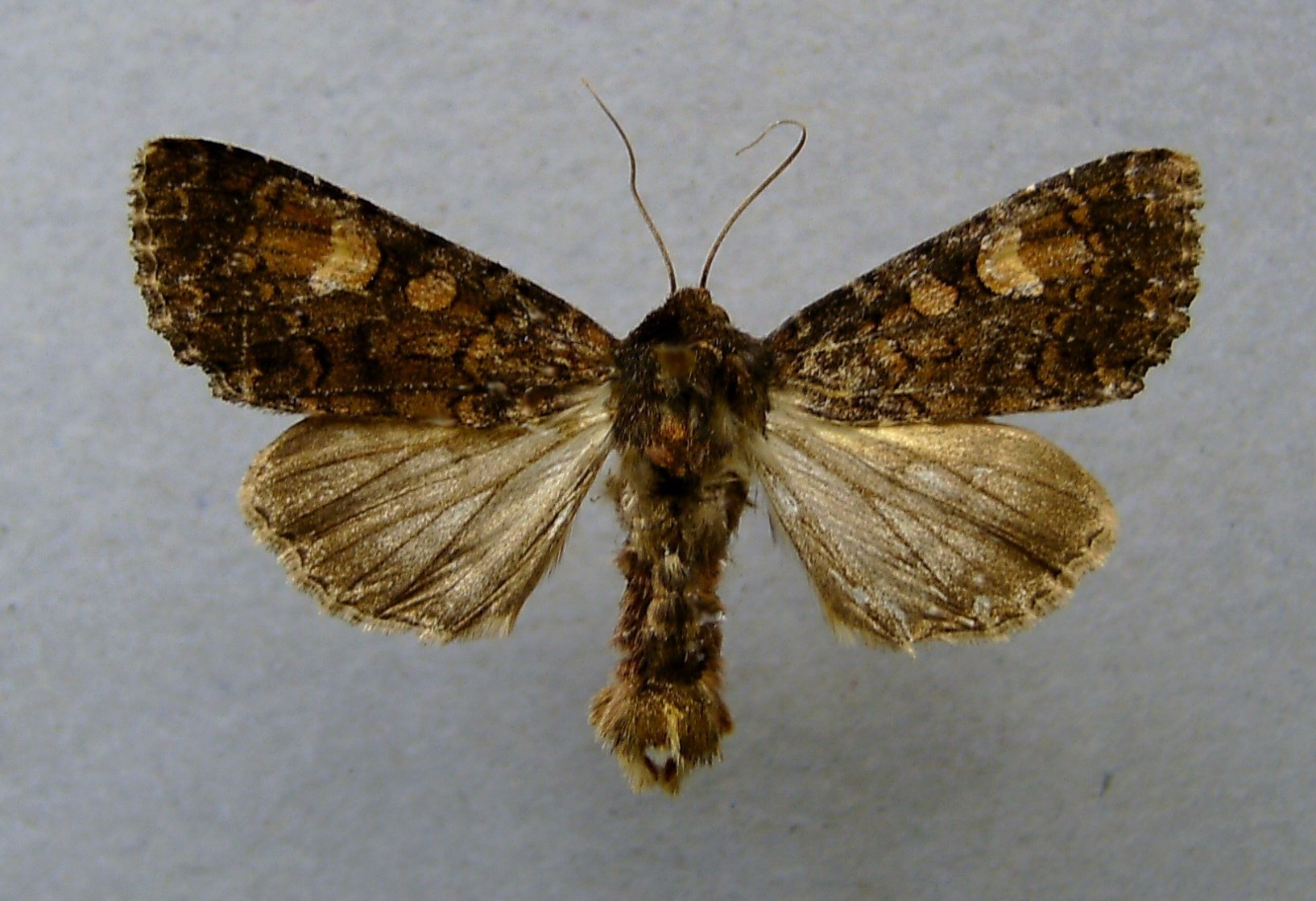
Präparat einer Schwarzweißen Grasbüscheleule

Die Schwarzweiße Grasbüscheleule (Apamea rubrirena), auch Schwarzbraune Hartgraseule genannt, ist ein Schmetterling (Nachtfalter) aus der Familie der Eulenfalter (Noctuidae).

## Merkmale

### Falter
Die Flügelspannweite der Falter  beträgt 40 bis 51 Millimeter. Bei der Schwarzweißen Grasbüscheleule handelt es sich um eine in Bezug auf Farbe, Flügelform und Größe außerordentlich variable Art. Die Grundfärbung der Vorderflügel variiert von blass orange über rotbraun bis zu schwarzbraun. In erster Linie sind klimatische oder geologische Einflüsse für die farbliche Ausgestaltung verantwortlich. Nieren- und Ringmakel sind groß und oftmals deutlich hellgelb oder rötlich gefärbt. Querlinien und Wellenlinie sind undeutlich oder aber weißlich aufgehellt. Die Hinterflügel sind einfarbig hell graubraun, wobei die Adern deutlich hervortreten.

### Raupe
Die Raupen sind glasig, von schmutzig weißer Farbe, haben schwarze  Punktwarzen und ein durchschimmerndes Rückengefäß (Herzschlauch der Gliedertiere). Kopf und Halsschild sind schwarzbraun gefärbt.

## Verbreitung und Lebensraum
Die Verbreitung der Art reicht von Nord- und Westeuropa sowie weiter östlich durch Russland und Asien bis Japan und Korea. Weitere Vorkommensgebiete sind die Kurilen, die Aleuten und Alaska. In den Alpen steigt sie bis auf etwa 2300 Meter Höhe. Die Schwarzweiße Grasbüscheleule ist in Laub-, Misch- und Nadelwäldern anzutreffen.

## Lebensweise
Die Falter sind nachtaktiv und besuchen abends gelegentlich verschiedene Blüten, wie beispielsweise:
- Brombeeren (Rubus)
- Kohldistel (Cirsium oleraceum)
- Taubenkropf-Leimkraut (Silene vulgaris) und
- Teufelskrallen (Phyteuöma).

Sie erscheinen nachts an künstlichen Lichtquellen, seltener auch an Ködern und fliegen von Juni bis August in einer Generation, gebietsweise auch noch im September. Die Raupen leben überwiegend ab August, überwintern und verpuppen sich im Mai oder Juni des folgenden Jahres. Sie halten sich in einer Erdhöhle am Boden im Wurzelhalsbereich von Grasbüscheln auf und ernähren sich von den Halmen unterschiedlicher Gräser, wie Wald-Schwingel (Festuca altissima) und Wald-Reitgras (Calamagrostis arundinacea).

## Gefährdung
Die Schwarzweiße Grasbüscheleule ist nur in einigen Regionen Deutschlands in unterschiedlicher Häufigkeit anzutreffen, ist jedoch auf der Roten Liste gefährdeter Arten nicht als gefährdet eingestuft.